# 国有企業 (フィリピン)
フィリピンにおける国有企業とは、フィリピン国家またはフィリピン政府が所有する企業である。

## 概要
フィリピンでは、 Government-owned and controlled corporation(GOCC)またはGovernment-owned or controlled corporation (GOCC)と訳される。後者の例としては、政府職員のための社会保障制度であるGSISが挙げられる。2020年時点で200以上のGOCCが存在し、補助金を受け取り、国に配当金を支払っている。
GOCCガバナンス法（共和国法第10149号；2011年政府所有・管理法人（GOCC）ガバナンス法）の下では、GOCCはGOCCガバナンス委員会（GCG）によって監督されている。フィリピン政府の官報によると、ガバナンス委員会は「公共企業セクターに対する政府の中央諮問・監督機関」である。ガバナンス委員会は他の任務の中で、フィリピンの大統領のために、大統領がGOCCの取締役会に任命する候補者の候補者リストを作成する。